# Convento de São Francisco (Valladolid)

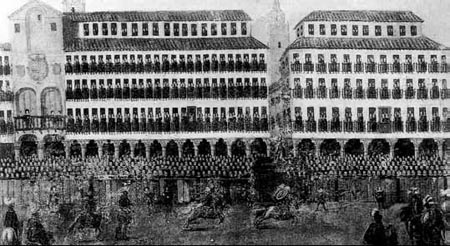
Representação do Convento de San Francisco numa pintura de 1656.

O convento de São Francisco, de Valladolid, Espanha, foi fundado no século XVIII, em frente à praça do mercado (que seria a futura Praça Maior). O convento foi protegido e patrocinado nesse século por Violante de Aragão, esposa do rei Alfonso X, o Sábio. Sua existência incidiu muito na vida social e religiosa de Valladolid durando até 1836, em que foi demolido e seus solares foram postos à venda. A partir dessa data, passa a fazer parte do património perdido de Valladolid.
Cristóbal Colón morreu em Valladolid em maio de 1506 e foi enterrado na igreja deste convento de franciscanos, ainda que segue sem saber-se em que casa ou hospital morreu exactamente. Durante a comemoração do V centenário de sua morte, a prefeitura de Valladolid colocou uma placa em sua lembrança no lugar onde se achava o convento de São Francisco.